# Кастаньоле-Пьемонте
Кастаньоле-Пьемонте (итал. Castagnole Piemonte) — коммуна в Италии, располагается в регионе Пьемонт, в провинции Турин.
Население составляет 2100 человек (2008 г.), плотность населения составляет 110 чел./км². Занимает площадь 17 км². Почтовый индекс — 10060. Телефонный код — 011.
Покровителем населённого пункта считается святой Рох.

## Демография
Динамика населения:

## Администрация коммуны
- Официальный сайт: http://www.comune.castagnolepiemonte.to.it/ Архивная копия от 29 июля 2010 на Wayback Machine